# Bac de Barcarin
Le bac de Barcarin est un bac qui relie les deux rives du Grand-Rhône, en Camargue. Il est situé à Salin-de-Giraud, sur la commune d'Arles dans le département français des Bouches-du-Rhône en région Provence-Alpes-Côte d'Azur, et donne accès au Parc naturel régional de Camargue, sur la commune de Port-Saint-Louis-du-Rhône.

## Historique
Jusqu'au début des années 1930, de Salin-de-Giraud il était impossible de se rendre vers l'est des Bouches-du-Rhône. Seuls quelques passeurs avec leurs barques faisaient traverser le Rhône, large de 400 mètres à cet endroit. En 1932, le département prit la décision de moderniser le franchissement du fleuve. C’est la solution du bac à traille qui fut adoptée. Il fut inauguré le 8 octobre 1933.

Les bacs à traille des années 1930
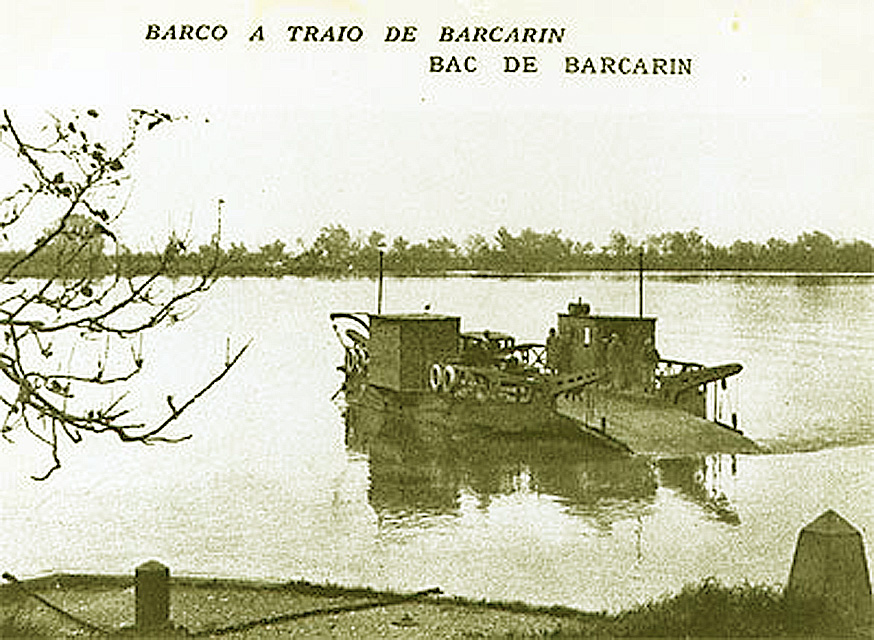
Bac du Barcarin sur le grand Rhône
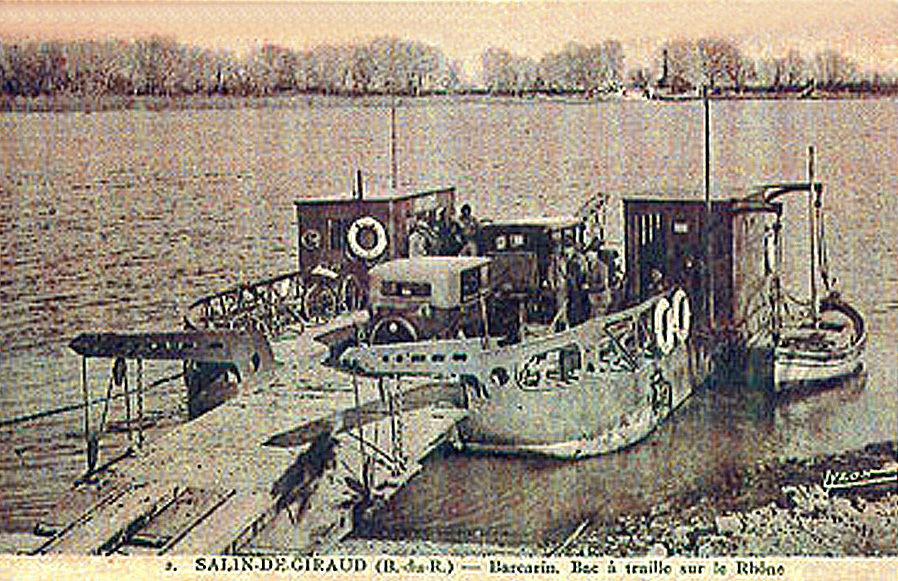
Bac du Barcarin à Salin-de-Giraud

Depuis 1999, le bac de Barcarin, est géré par le Syndicat Mixte des Traversées du Delta du Rhône (SMTDR), qui a mission de service public pour assurer la continuité aux points de franchissement du Grand et du Petit Rhône. Au Barcarin, le syndicat dispose de deux bacs amphidromes, Barcarin 3 et Barcarin 4.
Il est financé à hauteur de 4,3 millions d'euros par an (chiffres 2011), pour un bénéfice d'à peine 700 000 euros, mais pour l'instant, et malgré les discussions en cours, aucun projet de pont n'a jamais vu le jour.

## Importance du trafic

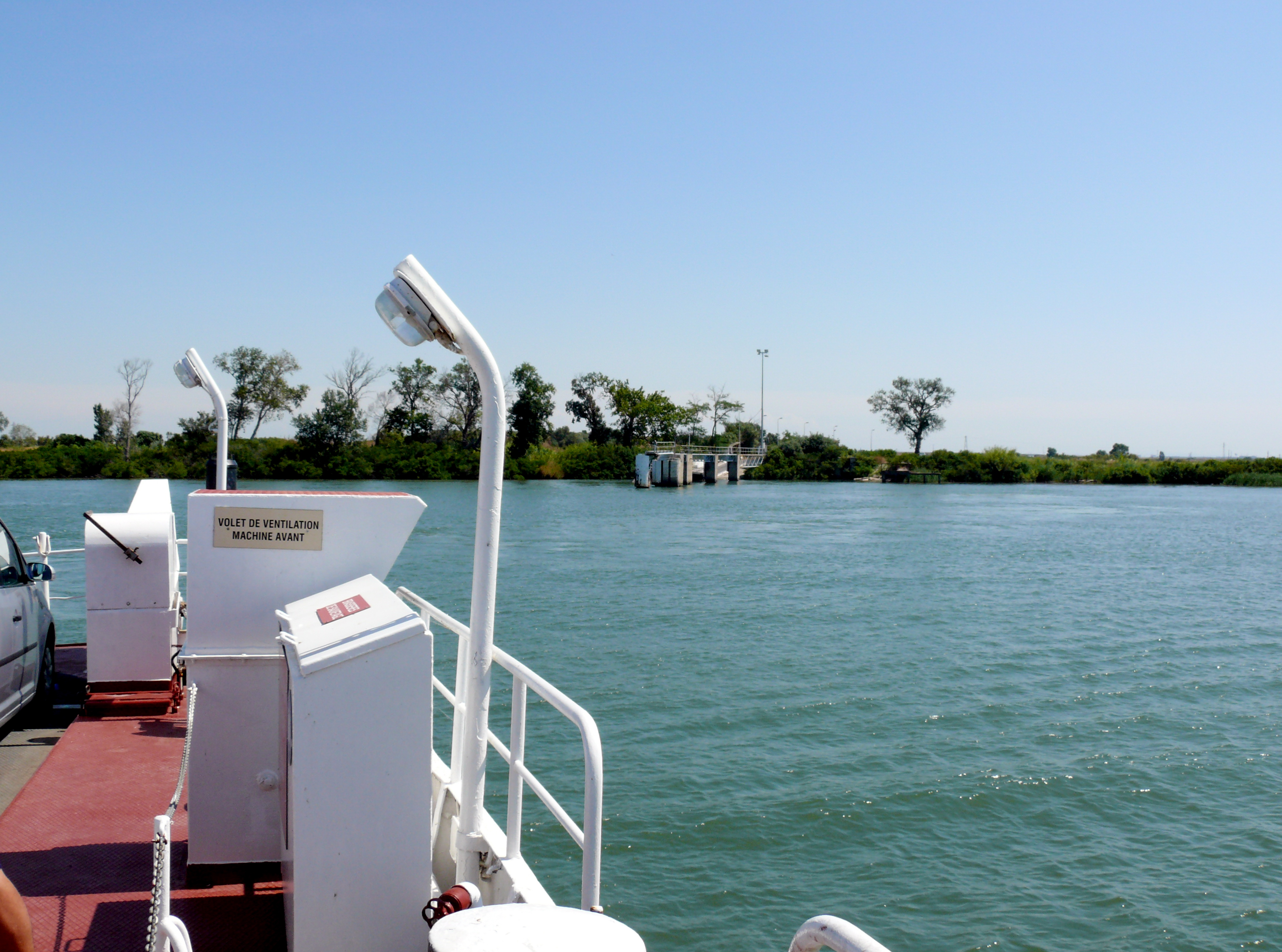
Le Barcarin approchant de l'accostage sur la rive du parc naturel régional de Camargue

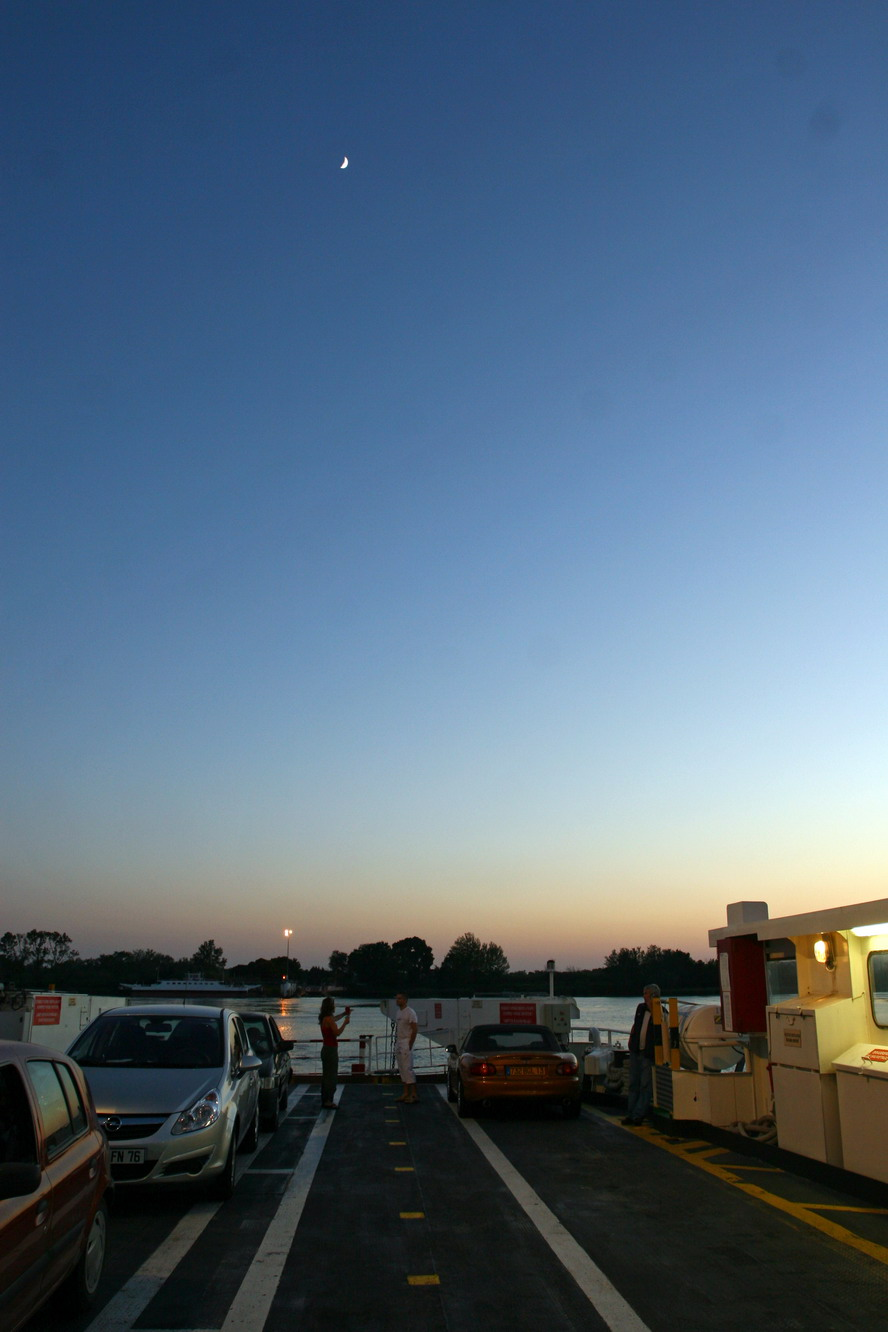
Traversée du Grand-Rhône à la tombée de la nuit par le bac de Barcarin

En période estivale, le bac assure un lien touristique avec le Parc naturel et permet de réguler le franchissement du fleuve en période de forte affluence. Le trafic auto, durant l'été, représente 35 % du trafic total annuel. 
Quant au trafic poids lourds, le plus important, il atteint 46 % soit 18 703 camions. Les autocars, assurant le transport scolaire atteignent 2 229 (19 %). Au cours des années 2000, le trafic annuel a enregistré une progression de 22 % avec 60 528 traversées. Les deux bacs assurent un service quotidien et Barcarin 4, qui fonctionne jusqu’à 2 heures du matin, a une amplitude horaire de 22 heures par jour.

## Personnel navigant
Les membres du personnel navigant sont tous inscrits maritimes. Il est composé de huit capitaines, huit officiers mécaniciens et seize matelots. Chaque équipage comprend quatre membres soit un capitaine, un officier mécanicien et deux matelots.